# بیان ژن

بیان ژنها شامل دو مرحله می‌باشد. ابتدا از روی ژنها RNAها رونویسی می‌شوند و سپس به پروتئین ترجمه می‌شوند

بیان ژن فرایندی است که در آن اطلاعات درون ژن استفاده می‌شود تا یک محصول کاربردی از آن به دست آید. محصول ژن‌ها عمدتاً آمینواسیدی هستند و از محصولات غیر آمینو اسیدی می‌توان به rRNA ،tRNA و sRNA اشاره کرد. فرایند بیان ژن به وسیله تمام یوکاریوت‌ها و پروکاریوت‌ها (باکتری‌ها و..) انجام مى‌شود. مراحل مختلفی را می‌توان برای فرایند بیان ژن در نظر گرفت که عموماً شامل رونویسی، ترجمه و تغییرات بعد از ترجمه یک پروتئین می‌باشد. تنظیم بیان ژن به سلول این امکان را می‌دهد تا بتواند ساختار و کاربرد خود را کنترل کند و این مسئله پایه‌ای است برای تفاوت‌های سلولی (تمایز)، دگرگونی (تکامل) و مهارت تطبیق ارگانیسم‌ها با شرایط جدید. از آنجا که تمام سلول‌های بدن انسان از یک سلول مشتق شده‌اند تفاوت‌ها و تمایزات بین سلول‌ها حاصل از بیان شدن یا نشدن قسمت‌هایی از ژن است. بیان ژن همچنان می‌تواند به عنوان یکی از زیر لایه‌های تکامل در نظر گرفته شود زیرا کنترل زمان‌بندی، مکان و مقدار ژن می‌تواند تأثیرات مهمی در عملکرد ژن‌ها درون سلول یا کل ارگانیسم پرسلولی داشته باشد.
درعلم ژنتیک، بیان ژن یکی از مهم‌ترین مسائل بنیادی است که کمک می‌کند تا ژنوتیپ به صورت فنوتیپ ظاهر شود. در واقع کدهای ژنتیکی که در رشته‌های DNA ذخیره شده‌اند به وسیله بیان ژن تفسیر می‌شوند و خصوصیات و نحوه بیان ژن باعث به وجود آمدن فنوتیپ در ارگانیسم خواهد شد.

## مکانیزم

### رونویسی

فرایند رونویسی از روی DNA به وسیله RNA polymerase انجام می‌شود.

ژن‌ها توالی‌های کشیده شده‌ای از DNA است که اطلاعات ژنتیکی را در خود نگهداری می‌کند که به وسیله کدهای ژنتیکی ذخیره شده‌اند. هر مولکول DNA شامل دو رشته است که هر کدام دو سر ۳’، ۵’ دارند. مناطق کدینگ شامل اطلاعات ژنتیکی هستند و قسمت‌های که اطلاعات ژنتیکی ندارند در تولید RNAها کمک می‌کنند. تولید یک کپی RNA از روی DNA را مرحله رونویسی می نامیم، این فرایند به وسیلهٔ RNA polymerase انجام می‌شود که در هر لحظه یک نوکلئوتید RNA را به رشتهٔ RNA در حال تولید، اضافه می‌کند. رشتهٔ RNA تولید شده مکمل رشتهٔ DNA ایست که از روی آن رونویسی انجام شده تنها با این تفاوت که در آن در مقابل باز آدنین (A)، به جای تیمین (T) از یوراسیل (U) استفاده می‌شود. عمل رونویسی در پروکاریوت‌ها به وسیله یک پلی‌مراز انجام می‌شود اما در یوکاریوت‌ها این عمل به وسیله سه RNA پلی مراز مختلف صورت می‌گیرد که پلی مراز اول برای رونویسی ژن های  rRNA است و پلی مراز دوم برای رونویسی ژن های mRNA و برخی RNA های کوچک استفاده می‌شود و پلیمراز سوم در رونویسی ژن های tRNA و برخی RNA های کوچک  کاربرد دارد. عمل رونویسی پس از رسیدن به یک توالی مشخص(توالی پایان)خاتمه می یابد.

### پردازش RNA

یک نمایش ساده از شیوه جداسازی exonهای حاوی اطلاعات

در پروکاریوت‌ها محصول مستقیم رونویسی از روی ژنهایی که محصول آن‌ها پروتئین است، mRNA است اما در یوکاریوت‌ها ابتدا یک pre-mRNA ساخته می‌شود که پس از انجام یکسری عملیات به mRNA تبدیل خواهد شد. در این فرایند تبدیل بخش‌هایی از pre-mRNA که حاوی اطلاعات نیستند               (اینترون)حذف می‌شوند و آن نواحی دارای اطلاعات ژنتیکی هستند(اگزون) به هم متصل می‌شوند تا mRNA نهایی به دست آید.

### خارج شدن RNA از هسته
در یوکاریوت‌ها بیشتر RNAها باید از هسته خارج شوند و به محیط سیتوپلاسم وارد شوند که تمام RNAهایی که محصول نهایی آن‌ها پروتئین است از این دسته می‌باشند. گاهی نیز برخی از RNA‌ها باید به محل‌های خاصی از سیتوپلاسم منتقل شوند مانند سیناپس‌ها.

### ترجمه

در طی فرایند ترجمه tRNA‌ها با پروتئین مربوط به خود شارژ می‌شوند و سپس به درون ریبوزوم منتقل می‌شوند و با کودون مربوطه تطبیق پیدا می‌کنند و آمینو اسید خود را به زنجیره پروتئنی اضافه می‌کند.

برای برخی از ژن‌ها محصول نهایی همان RNA ای است که در مراحل قبل تولید شده، اما برای بسیاری مانند mRNAها این آخرین مرحله نیست. mRNAها همراه خود کد یک یا چند توالی پروتئین را حمل می‌کنند. در هر توالی mRNA اطلاعات ژنتیکی به وسیلهٔ کدهای سه تایی به نام کدون (codon) که پشت سرهم قرار دارند ذخیره شده‌است. در فضای سیتوپلاسم برای هر کدام از این کودون‌ها یک tRNA با یک سه‌تایی مکمل وجود دارد که همراه خود آمینو اسید مشخصی را حمل می‌کند. سپس این آمینواسیدها به وسیله یک رناتن و همچنین ترتیب کدون‌ها بر روی mRNA به هم متصل می‌شوند و توالی پروتئینی به دست می‌آید. از روی هر رشتهٔ mRNA می‌توان تعداد زیادی توالی پروتئین ساخت.